# Union sportive Orléans Loiret football
Vous lisez un « bon article » labellisé en 2014.
Pour les articles homonymes, voir USO.
Cet article traite de l'équipe masculine. Pour l'équipe féminine, voir Union sportive Orléans Loiret football (féminines).
Maillots
Actualités
Dernière mise à jour : 6 Juin 2025.
L’Union sportive Orléans Loiret football est un club de football français situé à Orléans (Loiret). L'USO est fondé en 1976 à la suite de l'intégration de l'Arago sport orléanais dans le giron de l'US Orléans omnisports pour devenir sa section football.
L'US Orléans prend la continuité sportive de l'Arago en Division 3 et remporte le groupe Ouest en 1978. Montée en deuxième division et professionnelle depuis 1980, l'USO réalise la même année son plus bel exploit sportif en se hissant en finale de la Coupe de France. En 1992, elle est reléguée administrativement et placée en liquidation judiciaire. Le club retrouve la Division d'Honneur Centre. Après cette relégation, la remontée progressive des Orléanais vers les divisions professionnelles se fait régulière, notamment à partir de 2002, date à partir de laquelle l'USO ne connaît plus de relégation. En 2010, l'US Orléans 45 d'alors remporte son groupe de CFA puis le titre de National (troisième niveau) quatre saisons plus tard. L’équipe redevient professionnelle en juillet 2014 à la suite de sa montée en Ligue 2.
L'US Orléans dispute ses matchs à domicile au stade de la Source, et y évolue en jaune et rouge. Depuis septembre 2010, elle dispose d'un centre de formation. La SASP est présidée par Philippe Boutron.

## Histoire
- 1976 : Absorption de la section football de l'Arago sport orléanais, un patronage catholique, au sein de la nouvelle structure omnisports initiée par la ville d'Orléans au debut des années 70 et naissance de l’US Orléans Arago[2]
- 1979 : le club devient professionnel et est rebaptisé US Orléans
- 1980 : le club atteint la finale de la Coupe de France
- 1992 : liquidation judiciaire, le club est rebaptisé US Orléans 45
- 2011 : rebaptisé US Orléans Loiret
- 2014 : champion de National et retour en deuxième division

### Dans la continuité de l'Arago (1976-1992)

#### L'Arago devient l'US Orléans (1976)
L'Arago sport orléanais, section sportive du Patronage Saint-Paterne, voit le jour en 1902. Pierre Belleteste en prend la présidence en 1923 lorsque le club évoluait au championnat départemental avant d'évoluer au niveau régional puis CFA dans les années 1940 et 50 Le club ne redescend en Divion d'Honneur (plus haut niveau Régional) qu'au milieu des années 1960. L'AS Orléans quitte une nouvelle fois le niveau régional au début des années 1970 et est promu dans la nouvelle Division 3. Après deux saisons d'adaptation, l'Arago est à la lutte avec l'AJ Auxerre pour la montée en Division 2 mais souffre de son manque d'installation et de moyens.
Sauvé de justesse en 1976 grâce à un repêchage[Quoi ?], l'Arago intègre l'Union sportive Orléans, club omnisports créé en 1972 plus tôt, et en devient la section football sous le nom de Union sportive Orléans Arago. Les couleurs de l'équipe, qui profite maintenant des installations modernes du stade de la Source, deviennent le jaune et le rouge. Jean-Pierre Belleteste relaie son père à la présidence.

#### Lemée, la Division 2 et la finale de Coupe de France (1976-1988)
| Équipes  | AS Monaco-US Orléans |
| Résultat | 3-1 |
| Date     | samedi 7 juin 1980. |
| Lieu     | Parc des Princes, Paris                                                                                                   |
| Arbitre  | Georges Konrath |
| Monaco   | Ettori - Zorzetto, Vitalis, Gardon, Moizan - Ricort, Christophe, Petit - Dalger, Onnis 66e, Emon 47e                      |
| Orléans  | Viot - Plissonneau, Drouet, Lemée , Bodji - Germain, Marette 6e (csc) 24e, Albaladéjo - Berthouloux, Hamerschmit, Loukaka |

Ancien joueur professionnel et natif d'Orléans, Jean-Baptiste Bordas est le premier entraîneur de l'USO. Arrivé comme entraîneur-joueur à l'AS Orléans en 1969, Bordas est conforté à son poste après la fusion. Il ne reste qu'un an dans la nouvelle structure.
En 1977, Jacky Lemée arrive aussi en tant qu'entraîneur-joueur. S'appuyant sur des joueurs formés au club comme Loïc Berthouloux et Bruno Germain, il mène l'équipe au titre de champion du groupe Ouest Division 3 dès la première saison. « Arago » disparait alors du nom du club et pour sa première année en Division 2, l'US Orléans décroche la neuvième place du groupe B,.
Profitant d'un tirage au sort clément lors de la Coupe de France 1979-1980, le club ne rencontrant que des équipes de même division ou de division inférieure, les hommes de Lemée bataillent contre l'US Montagnarde (6-0), le RC Franc-Comtois (3-1) et l'AS Angoulême (défaite 2-0 à l'aller et victoire 5-1 au retour dont deux buts de la tête sur corner de Jacky Lemée) avant d'éliminer le Paris FC en demi-finale : la défaite deux buts à un au retour au Parc des Princes devant plus de 30 000 personnes n'efface pas la victoire obtenue à l'aller trois buts à un dans un stade de la Source à l'affluence record (12 000 spectateurs),,,.
Le 7 juin 1980, l'US Orléans et l'AS Monaco ont rendez-vous pour disputer la finale à Paris dans un Parc des Princes plein (46 136 spectateurs). La partie débute difficilement pour les Orléanais, Roger Marette marquant contre son camp sur un tir de Christian Dalger (6e). Peu après, Marette remet lui-même les deux équipes à égalité d'un tir en pivot qui trompe le gardien Jean-Luc Ettori (24e),,. Après la pause, les Monégasques reprennent le contrôle du jeu et marquent deux fois en vingt minutes, par l'intermédiaire d'Albert Emon dès la reprise (47e), puis de Delio Onnis qui transforme un coup franc direct sans attendre le coup de sifflet de l'arbitre Georges Konrath alors que Patrick Viot n'est pas placé au centre de son but (3-1 ; 66e),,,,. En championnat, le club orléanais finit onzième du Groupe A de Division 2.
En 1980-1981, avec l'arrivée de Patrice Garande, l'US Orléans remonte de deux places au classement. L'attaquant réalise une saison pleine en marquant vingt buts, terminant ainsi deuxième meilleur buteur du groupe B derrière Marcel Campagnac. En Coupe de France, la bonne performance de la saison passée ne se répète pas et le parcours orléanais s'arrête dès les seizièmes de finale, éliminé par le FC Metz alors en Division 1 (0-0, 0-2). S'ensuivent trois saisons où l'USO progresse au classement : neuvième en 1981-1982, huitième en 1982-1983 et sixième en 1983-1984. Durant chacun de ces exercices, le parcours en Coupe s'arrête en 32e de finale.
En 1984-1985, le club réalise sa meilleure performance en championnat en terminant quatrième de son groupe. Orléans vise une place de barragiste jusqu'à la dernière journée mais s'incline face au leader havrais et termine au pied du podium. Touchés par des problèmes financiers, le club voit plusieurs joueurs partir, comme Serge Chiesa, Guy Stéphan et Marc Berdoll. À la présidence, Jean-Pierre Belleteste démissionne et Claude Fousse prend sa place. Après un début de saison 1985-1986 laborieux, les Orléanais, qui peuvent compter sur Milan Calasan et ses dix-sept buts, remonte à la septième place du groupe B. Auteur de 497 matchs en D1 et en D2, Jacky Lemée raccroche les crampons au terme de la saison et se consacre uniquement à sa fonction d'entraîneur. Malgré un recrutement ambitieux, avec notamment Jean-Luc Arribart, Stéphane Solomenko et le danois Henrik Agerbeck, ainsi qu'une victoire en début de saison contre le RC Strasbourg, tout juste relégué de D1, les objectifs sont revus à la baisse et le club termine onzième.
Pour la saison 1987-1988, Arribart et Solomenko repartent au bout d'un an au club tandis que Gérard Soler et Gérard Lanthier ainsi que Henri Zambelli et le gardien Jean-Yves Le Maux rejoignent l'effectif jaune et rouge. Malgré un nouveau début de saison poussif, l'USO corrige l'Olympique lyonnais, prétendant à la montée, trois buts à zéro lors de la treizième journée. Ce match fait office de référence pour l'équipe qui termine l'exercice à la cinquième position, mais la faible moyenne de 1 168 spectateurs lors des matchs à domicile affecte lourdement les finances. À la fin de la saison, Jacky Lemée quitte son poste d'entraîneur et Gérard Soler prend sa retraite sportive,.

#### Poursuite en D2 jusqu'à la liquidation (1988-1992)
Karoly Kremer arrive au club à l'automne 1988 pour succéder à Jacky Lemée, tandis que l'international luxembourgeois Robby Langers renforce l'attaque orléanaise. Kremer est rejoint en novembre de la même année par Jean-Baptiste Bordas et forme avec lui un duo qui apporte une nouvelle philosophie de jeu à l'USO : un « football total » basé sur l'attaque et l'occupation de tous les espaces. Le match référence sous Kremer à l'USO est le huitième de finale de Coupe de France face au Paris Saint-Germain FC, le 8 avril 1989. Devant près de 10 000 spectateurs, les Orléanais réussissent une très bonne performance et s'imposent 4-0 au Parc des Princes. Les buteurs sont Langers, Germain, Soyer et Lerat. Au match retour, au stade de la Source, les deux équipes se quittent sur un match nul 3-3. Pourtant, l'USO est sorti en quart de finale par l'AS Monaco (1-2 ; 3-3) malgré 11 680 spectateurs à la Source lors du match aller. À Orléans, les joueurs de la principauté dominent le match et s'imposent 2-1. Lors du match retour, au bout de 33 minutes de jeu, le tableau d'affichage du stade Louis-II indique 0-2 grâce à Langers et Poucan. Mais en deuxième période, les Monégasques égalisent en quatre minutes ; peu importe : un quart d'heure plus tard, Langers redonne l'avantage aux Orléanais, virtuellement qualifiés. Mais l'équipe d'Arsène Wenger égalise à nouveau par Marcel Dib et se qualifie pour le tour suivant. En championnat, l'USO termine dixième du groupe B malgré les vingt-sept buts de Robby Langers qui termine meilleur buteur de D2, les deux groupes confondus. Ce binôme d'entraîneur Kremer-Bordas ne reste qu'une seule saison, le premier devenant manager général du club l'année suivante et le second directeur du centre de formation,. Durant l'été, le club est en dépôt de bilan consécutivement à une dette de deux millions de franc.
Arrivé en provenance de l'AS Gien, Jean-Pierre Destrumelle prend les commandes de l'USO en 1989, mais après une douzième puis seizième place, il démissionne en 1991. Henri Atamaniuk rejoint l'US Orléans à l'été 1991 et dirige l'équipe première une seule saison. En effet, le club vit sa pire saison en Division 2 avec des problèmes financiers importants. En février 1992, en dépit d'un sévère plan établi en deux ans plus tôt, la situation financière est toujours précaire avec une dette de sept millions de francs (1,15 M€), le club est mis en redressement judiciaire. Le substitut du procureur concède alors qu'« un club de football a une mission sociale et culturelle dans la cité. Et ni le parquet, ni le juge ne voulait être le fossoyeur de l'USO. Surtout que l’honnêteté des dirigeants ne peut être remise en cause ». Cependant, les collectivités locales refusent de débloquer une aide exceptionnelle. Le 5 mars 1992, le club est liquidé. La décision entraîne l'arrêt de la section professionnelle et les résultats des matchs d'Orléans sont annulés puisque l'équipe n’achève pas le championnat,,,.

### Une période de reconstruction (depuis 1992)

#### Redémarrage en DH puis remontée (1992-2004)

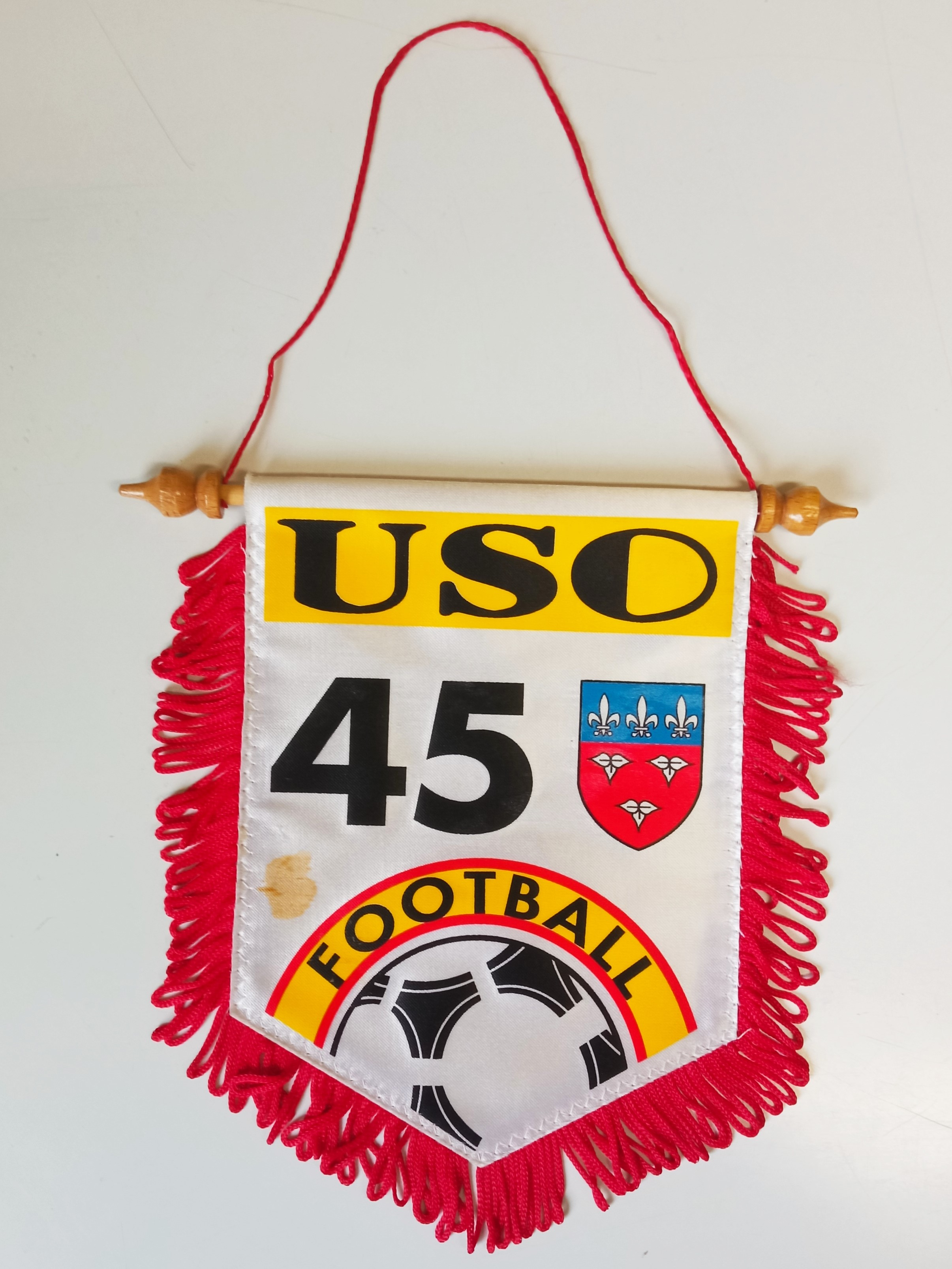
Fanion de l'US Orléans 45 Football.

Pour la saison 1992-1993, le club orléanais retrouve la Division d'Honneur Centre sous le patronyme US Orléans 45. Jean-Baptiste Bordas, directeur du centre de formation depuis 1989, reprend une troisième fois du service sur le banc. Durant deux saisons, Bordas et ses joueurs terminent huitièmes puis troisièmes.
Parti en 1988, Jacky Lemée revient au club en 1994 pour succéder, une nouvelle fois, à Jean-Baptiste Bordas et mène le club à un nouveau titre de champion dès sa première saison, de DH Centre cette fois-ci. Le club monte en Nationale 3, le cinquième niveau du football français. Sixième puis septième de N3, Lemée quitte son poste en février 1998 alors que le club est en mauvaise position au classement. Didier Barge, entraîneur de l'équipe réserve, assure l'intérim jusqu'au mois de juin. Présent au club depuis plusieurs années, il ne peut sauver l'équipe de la relégation et retourne entraîner la réserve jusqu'en 2007.
Joël Guezet entraîne durant deux saisons l'US Orléans, de 1998 à 2000. Par deux fois, il échoue de peu dans sa mission de faire remonter le club en CFA 2, terminant deux fois second derrière l'AS Salbris puis le FC Chartres.
Jean-Louis Turpin devient alors président. PDG d'une entreprise de travaux publics et ancien footballeur de l'Arago sport orléanais, Turpin confie l'équipe à un ex-joueur de l'USO, Joël Germain, avec pour mission de faire remonter le club au niveau national.
Lors de la première saison au club, il rate de peu la montée en CFA 2 en terminant à la deuxième place du classement. Mais la saison 2001-2002 annonce le renouveau de l'USO. Auteur d'une saison pleine, l'équipe finit première du championnat de DH Centre avec une seule défaite au compteur. Les Orléanais réalisent même le doublé en remportant la Coupe du Centre face à Joué-lès-Tours (2-0). Le retour en CFA 2 se passe relativement bien pour les Orléanais puisqu'ils terminent en milieu de tableau pour leur première saison. Dès la seconde saison à ce niveau, l'USO termine à la deuxième place, accédant ainsi au championnat de France amateur et remporte une nouvelle Coupe du Centre. Deuxièmes du groupe G derrière l'USJA Carquefou, les coéquipiers du capitaine Yozip Lemée, fils de Jacky, ne gagnent leur billet qu’au terme des barrages. Sixième au soir de la 24e journée, les orléanais signent six victoires lors des six derniers matchs qui permettent aux joueurs de décrocher le second billet grâce à une victoire sept buts à deux contre Sainte-Geneviève en match de barrage,.

#### Stagnation en CFA puis en National (2004-2014)
Promu en championnat de France amateur (D4) pour la saison 2004-2005, Jean-Louis Turpin, président de l’USO depuis 2000, déclare qu'« une ville comme Orléans doit avoir comme objectif de monter en Ligue 2. On y a joué. Il n’y a pas de raison qu’on n’y retourne pas ! La L2 dans cinq ans, ce serait bien. Ce n’est pas un rêve. Il y a un potentiel énorme ici. » Nommé entraîneur alors que l’équipe ne sait pas si elle jouera en CFA 2 ou en CFA, Bruno Steck s’engage pour deux ans et structurer le club dans tous les domaines : améliorer la formation, développer la qualité du recrutement au niveau local, améliorer la qualité de l’effectif de l’équipe première, développer les relations avec les partenaires/sponsors et réaménager les infrastructures. Le budget passe lui de 650 000 à 800 000 euros.
Bruno Steck débarque à Orléans avec pour mission de faire monter rapidement le club en National, troisième échelon du football français. Il arrive avec l'intention de bâtir une équipe jeune, dynamique et ambitieuse. Sa première saison sous ses nouvelles couleurs est concluante, l'USO tutoie même la première place sur la première partie du championnat. Malheureusement, une défaite à Langueux (DSR Bretagne, huitième niveau) lors du huitième tour de la Coupe de France (2-1) casse le bon rythme des hommes de Bruno Steck qui commencent à lâcher peu à peu quelques points. Encore en tête de leur groupe fin janvier, le promu orléanais termine finalement la saison à la troisième place. Bien que nourrissant des ambitions importantes en début de saison, l'US Orléans ne peut réitérer ses bonnes performances et termine la saison suivante dans le ventre mou du classement. C'est la fin de l'histoire entre l'USO et Bruno Steck. L'équipe réserve, elle, remporte à son tour le championnat de DH Centre en étant invaincue et permet à l'USO d'avoir deux équipes au niveau national. Cela ne dure qu'une saison, l'équipe B orléanaise étant reléguée dès son premier exercice en CFA 2.
Arrivé à l'été 2005 comme adjoint et entraîneur de l'équipe réserve lors de son accession au niveau national, Pascal Moulin est nommé entraîneur général du club et de l'équipe première en CFA pour la saison 2006-2007. Avec un million d'euros de budget, l'USO occupe financièrement la première place de la division. Malgré un début de championnat compliqué, l'USO finit sa saison à la sixième place du groupe C. À noter le beau parcours des Jaunes & Rouges en Coupe de France : après une victoire sur le terrain de l'AC Ajaccio (3-0), les Orléanais sont éliminés en seizièmes de finale par le RC Lens, alors dans le haut du tableau de Ligue 1 (1-3). Moulin ne reste qu'une saison à la tête de l'USO.
Stéphane Grégoire arrive à l'été 2007 en tant qu'entraîneur-joueur.
Les Jaunes et Rouges finissent cinquièmes puis quatrièmes. Arrivé le 1er octobre 2008 à la présidence, Gérard Gallier décide de ne pas prolonger le contrat de l’entraîneur. Il songe alors à Yann Lachuer, arrivé un an plus tôt comme joueur, pour prendre la place sur le banc avec Jacky Lemée comme « prête-nom » étant donné que Lachuer passe ses diplômes d'entraîneur.
En 2009, l'USO est élu meilleur club amateur de France chez les jeunes.

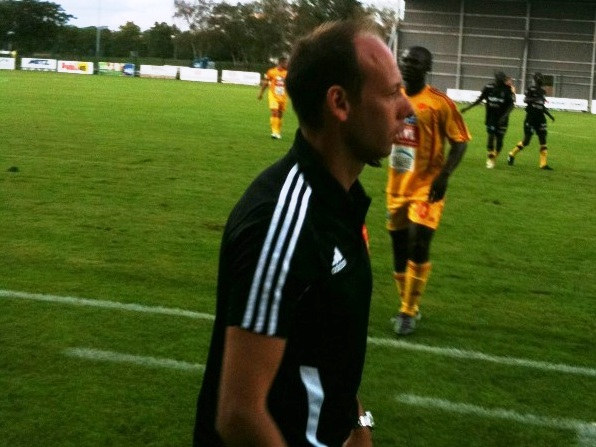
Yann Lachuer, en août 2011.

À l'été 2009, Yann Lachuer devient entraîneur comme prévu, il est entouré des anciens joueurs du club Olivier Trassard et Jacky Lemée.
Lachuer offre le titre de champion du groupe D de CFA 2009-2010 dès sa première saison à la tête du groupe, 
les jaunes et rouges terminent premiers du groupe D avec 103 points et seulement trois défaites en 34 matchs. L'USO accède en troisième division : le National.

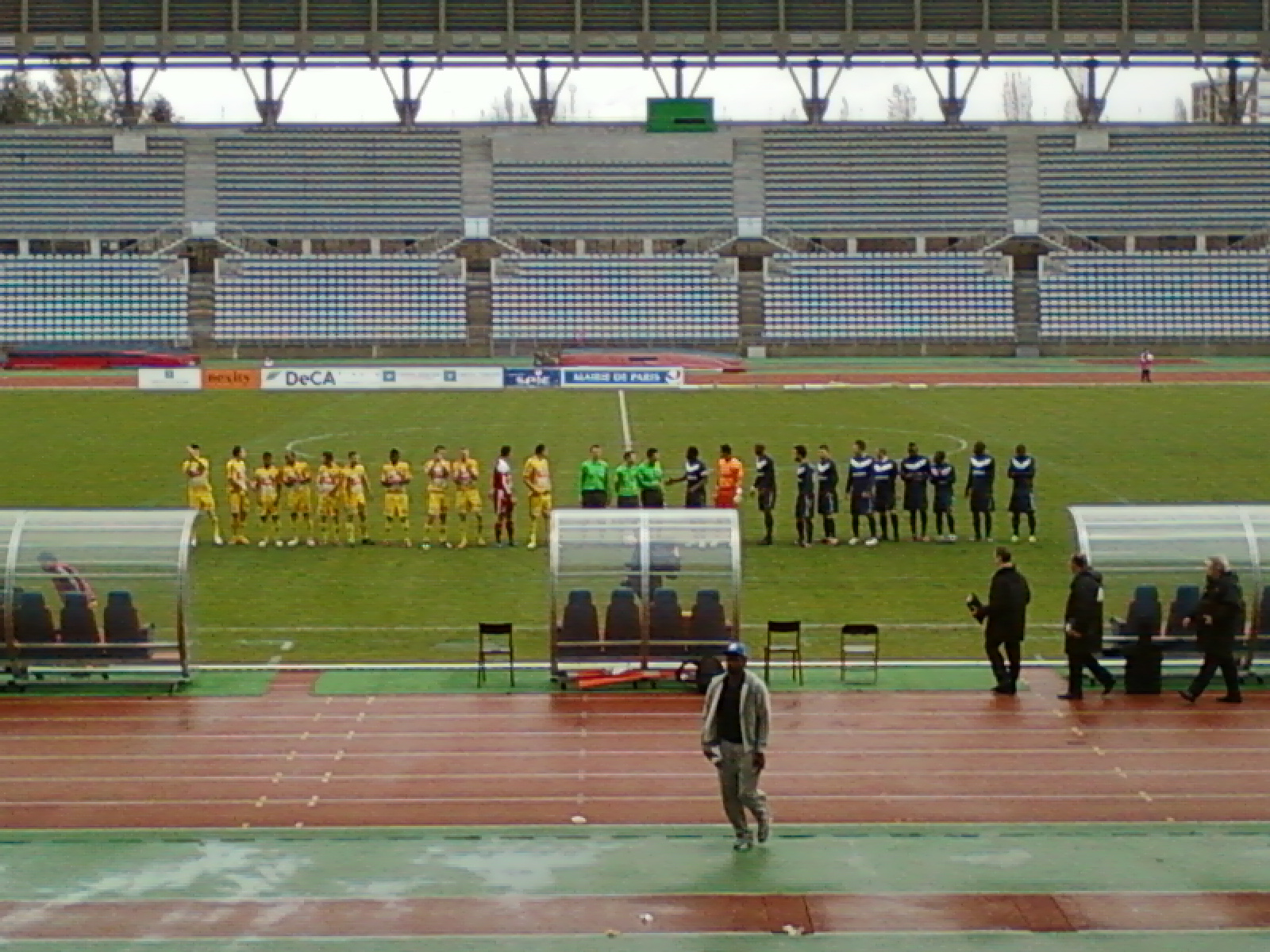
Orléans, en jaune, lors du match contre le Paris FC le 22 avril 2012.

L'USO termine neuvième pour sa première saison en National, le meilleur classement des cinq promus.
Dans le même temps, le stade de la Source se modernise petit à petit, avec un nouvel éclairage, de nouveaux vestiaires 
et une nouvelle tribune de 2 087 places, modulable à 3 500.
En février 2011, alors quatorzième de National avec son équipe, Yann Lachuer indique que la montée en Ligue 2 doit être un réel objectif à moyen terme : « Nous sommes dans les années de transition. Le club passera en SASP (Société Anonyme Sportive Professionnelle) au début de saison prochaine. C'est un vrai changement qui va structurer le club pour qu'il continue de grandir. Nous n'allons pas révolutionner le club en six mois mais notre projet c'est de retrouver la Ligue 2 dans les cinq ans », déclare-t-il. À la fin de la saison, le club change de nom et devient l'Orléans Loiret Football. Un nouveau logo, où apparaît la guêpe stylisée, est aussi présenté.
Les statuts du club changent en juillet 2011 : l'OLF est animé par deux structures juridiquement complémentaires : la SASP et l'association loi de 1901.
Lors de l'intersaison 2011, l'USO doit compenser près de quatorze départs, mais réalise un beau parcours en Coupe de France en se hissant jusqu'aux huitièmes de finale et une défaite contre l'US Quevilly, futur finaliste (2-0 ap). En 32e de finale, les Orléanais sortent le Clermont Foot (0-0, 5-3 tab), club professionnel de Ligue 2. Ils terminent septièmes de National. Yann Lachuer et l'USO se quittent alors d'un commun accord. Olivier Frapolli, entraîneur adjoint, est choisi comme solution interne et mène l'équipe à la huitième place de National 2012-2013.
Les dirigeants du club sont contraints de diminuer le budget à l’intersaison, le faisant passer de 3,3 millions d’euros annuel à 2,6 millions. De fait, l’équipe n’a pu faire mieux que de terminer dans le ventre mou du championnat lors des trois précédentes saisons. Frapolli l'explique : « Disons que le National c’est un championnat de transition. C’est économiquement surtout que c’est compliqué, car on n’a aucune recette en droits TV alors qu’on a pourtant les mêmes contraintes qu’un pensionnaire de Ligue 2. Mais moins de budget ne signifie pas forcément une perte de qualité. Comme il a fallu diminuer la masse salariale pour cette saison, l’idée a été de composer un effectif avec moins de joueurs sous contrat et de miser sur un groupe plus modeste mais stable, auquel on a seulement apporté quelques retouches avec des gars de caractère, qui connaissent le National. » C’est notamment le cas de l’attaquant Wilfried Louisy-Daniel et d’Antoine Ponroy. L'équipe s’appuie sur une défense hermétique et un collectif sans aucune star, mais où tout le monde travaille dur, y compris les attaquants dans le repli défensif.
Lors de la saison 2013-2014, l'US Orléans assure sa montée en Ligue 2 lors de la 31e journée. L’USO n’a alors plus joué en L2 depuis plus de vingt ans et sa relégation administrative lors de la saison 1991-1992.
Le club passe même en tête lors de l'avant-dernière journée et remporte le championnat.

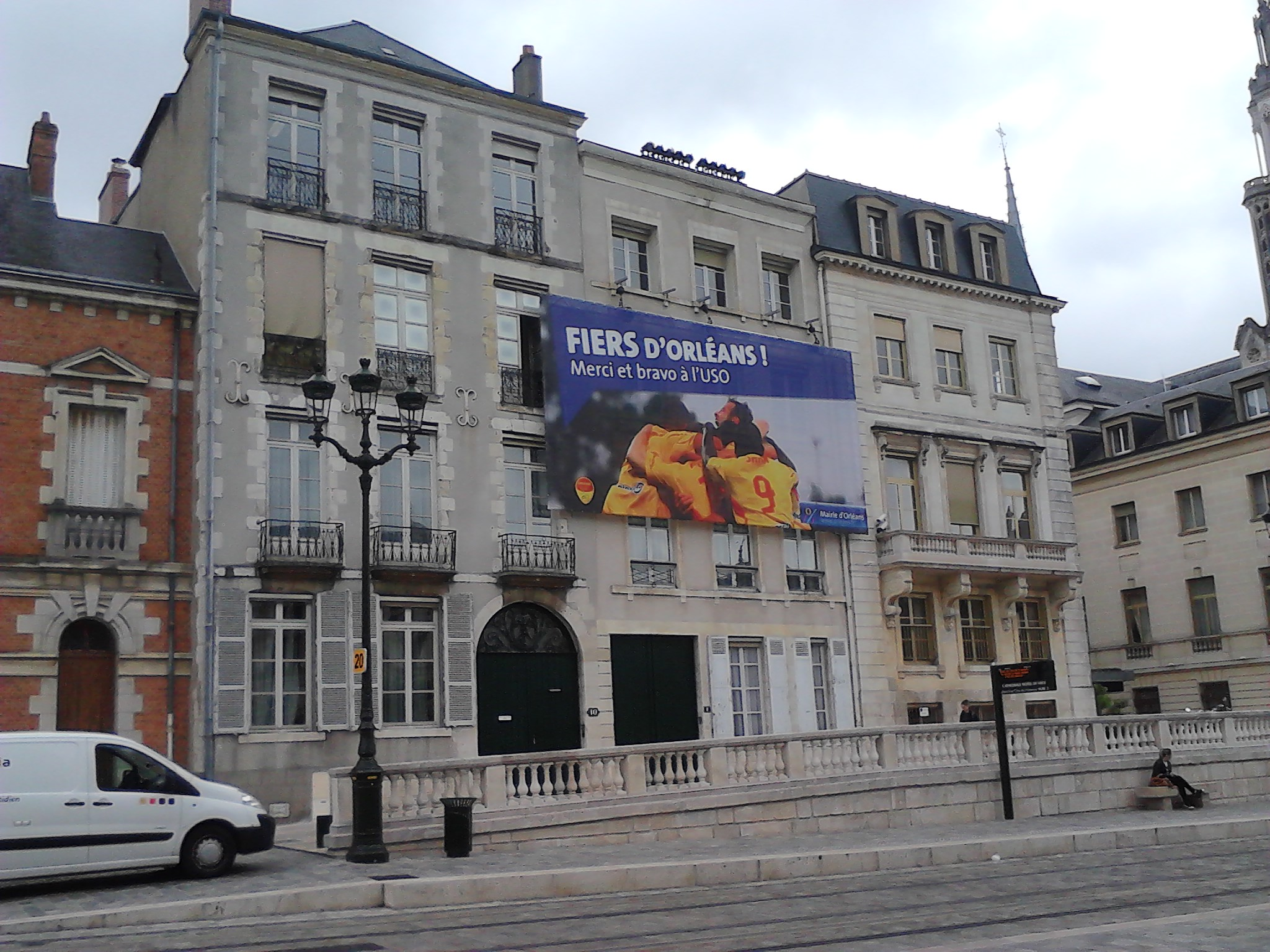
La mairie salue la montée en Ligue 2.

#### Ère professionnelle (2014-)
Recalé dans un premier temps par la Direction nationale du contrôle de gestion (DNCG), l'US Orléans présente un nouveau projet qui apporte des garanties quant à la santé financière du club. En effet, remporter le championnat National ne suffit pas pour accéder à la Ligue 2. Le club doit aussi apporter des garanties financières et posséder des infrastructures conséquentes. Refusé début juin pour manque de précisions, le projet de l'US Orléans pour la saison 2014-2015 est ensuite remanié avant d'être présenté de nouveau devant la DNCG. Un examen de passage cette fois réussi qui valide la montée du club en Ligue 2. Les collectivités locales, la ville d'Orléans, le conseil général du Loiret et la région Centre s'engagent aux côtés du club pour financer la rénovation du stade de la Source où se jouent les rencontres du championnat. Des travaux évalués à six millions d'euros pour remettre aux normes l'enceinte débutent en juin 2014.
À l'issue d'une saison marquée par une faiblesse récurrent en attaque, le club, classé à la 18e place, est relégué en National.
À l'issue de la saison 2015-2016 en championnat National, l'US Orléans se classe deuxième derrière le Racing Club de Strasbourg Alsace et accède à nouveau à la Ligue 2.
Au terme de la saison 2016-2017 en Ligue 2, l'US Orléans se classe 18e et doit donc disputer des barrages de relégation contre le Paris Football Club, qui a terminé 3e du championnat de France de football National 2016-2017. L'US Orléans se maintient en Ligue 2 à l'issue de la double confrontation, remportant le match aller au stade Charléty de Paris sur le score de 1 à 0 et le match retour au stade de La Source sur le même score,. La saison est marquée par une sanction de 4 points infligée au club par la DNCG pour « non-respect des obligations en matière de présentation des comptes et communication d’informations inexactes ».
La saison 2017-2018 est un meilleur cru avec un bon début de saison et une 12e place finale en Ligue 2, notamment grâce au bon rendement offensif de Yannick Gomis (12 buts). L'US Orléans réalise un nouveau bel exercice en 2018-2019, avec un 8e de finale en Coupe de la Ligue contre le PSG, et une élimination par Rennes en quarts de finale de la Coupe de France. En championnat, l'équipe se classe 8e avec une attaque portée par Anthony Le Tallec et Jordan Tell (7 buts chacun). Karim Ziani raccroche les crampons au terme de cette campagne. Le 16 juillet 2019, il signe un contrat de cinq ans comme éducateur au sein du centre de formation et commence dans ses nouvelles fonctions comme entraîneur adjoint du groupe de National 3.
La saison 2019-2020 s'avère plus compliquée. Antar Yahia est relevé de ses fonctions de manager sportif le 22 novembre 2019. Le 15 février 2020, l'entraîneur Didier Ollé-Nicolle est mis à pied. Cette éviction fait suite à la défaite face à Ajaccio (0-3), la quinzième de la saison en 25 journées. Il est remplacé par Cyrille Carrière, directeur du centre de formation. Il dirige deux rencontres, dont une victoire face au Havre (26e journée, victoire 1-2), avant de voir Gilbert Zoonekynd être nommé à la tête de l'équipe première. À cause de la pandémie de Covid-19, le championnat est arrêté après 28 journées disputées. L'USO est alors dernière de Ligue 2 et reléguée en National. À la suite de cette relégation, deux joueurs non-conservés mettent un terme à leur carrière, Thomas Renault et Cédric Cambon.
Claude Robin prend les rênes de l'effectif de National, mettant fin à l'éphémère duo d'entraîneurs Gilbert Zoonekynd-Cyrille Carrière. Le premier rejoint alors le centre de formation, désormais dirigé par Mickael Ferreira, et le second quitte le club.

## Palmarès et résultats

### Palmarès
Finaliste de la Coupe de France 1980, l'US Orléans détient avec La Berrichonne de Châteauroux le meilleur parcours dans cette compétition d'un club de la Ligue du Centre de football. L'année suivante, le club est élu meilleur club amateur jeune par la Fédération française de football, trophée qu'il se voit aussi décerner en 1984 et 2009, un an avant de réaliser son meilleur parcours en Division 2 (quatrième en 1985).
À l'échelle nationale, l'USO se distingue deux autres fois, au troisième échelon du football français. En Division 3 avec le titre de champion du groupe Ouest 1978 et en 2014 en étant sacré champion de National. L'US Orléans remporte aussi le groupe D de CFA 2009-2010.
Au niveau régional, le club orléanais remporte quatre fois le championnat de Division d'Honneur (1984, 1995, 2002 et 2006) dont le premier et le dernier grâce à l'équipe réserve. En 2002, l'équipe réalise le doublé en remportant la Coupe du Centre contre l'US Joué les Tours (2-0) puis une seconde coupe deux ans plus tard contre le voisin du FCO Saint-Jean-de-la-Ruelle (2-1 ap).
| Compétitions nationales | Compétitions régionales                                                                                                |
| --- | --- |
| Championnats - Championnat de France D2 - Meilleure performance : 4e de groupe en 1985 - Championnat de France de National (D3) - Champion : 2014 - Championnat de France de Division 3 - Vainqueur de groupe : 1978 - Championnat de France amateur (D4) - Vainqueur de groupe : 2010 Coupes - Coupe de France - Finaliste : 1980 - Coupe de la Ligue - 1/8 de finale : 2018 | Championnats - Division d'Honneur Centre - Champion : 1995 et 2002 Coupes - Coupe du Centre - Vainqueur : 2002 et 2004 |

### Bilan sportif

#### Championnats
L'US Orléans dispute l'essentiel de ses saisons au deuxième niveau du football français, mais n'atteint pas le plus haut niveau. L'USO dispute trente saisons au niveau national et sept au niveau régional.
| Championnat                 | Saisons | Titres | J   | V   | N   | D   | Bp  | Bc  | Diff |
| --------------------------- | ------- | ------ | --- | --- | --- | --- | --- | --- | ---- |
| Championnat de France       | 0       | -      | -   | -   | -   | -   | -   | -   | -    |
| Championnat de France D2    | 13      | 0      | 442 | 150 | 139 | 153 | 493 | 518 | -25  |
| Championnat de France D3    | 6       | 1      | 210 | 93  | 65  | 52  | 263 | 186 | +77  |
| National (depuis 1997)      | 4       | 1      | 150 | 61  | 48  | 41  | 173 | 143 | +30  |
| Division 3 (1970-1993)      | 2       | 0      | 60  | 32  | 17  | 11  | 90  | 43  | +47  |
| Championnat de France D4    | 6       | 0      | 204 | 87  | 71  | 46  | 268 | 194 | +74  |
| Championnat de France D5    | 5       | 0      | 142 | 55  | 39  | 48  | 221 | 194 | +27  |
| CFA 2 (1998-2017)           | 3       | 0      | 90  | 35  | 24  | 31  | 140 | 129 | +11  |
| National 3 (1993-1998)      | 2       | 0      | 52  | 20  | 15  | 17  | 81  | 65  | +16  |
| Ligue du Centre de football | 7       | 2      | 170 | 100 | 33  | 37  | 330 | 138 | +192 |
| Total                       | 37      | 4      | -   | -   | -   | -   | -   | -   | -    |

#### Coupes nationales
L'US Orléans participe à la Coupe de France, créée en 1917 et organisée par la Fédération française de football. Ses meilleures performances sont une finale en 1980 et deux quarts de finale en 1989 et en 2019.
| Coupe             | V | F | 1/2 | 1/4 | 1/8 | 1/16 | 1/32 2e | ... 1er |
| ----------------- | - | - | --- | --- | --- | ---- | ------- | ------- |
| Coupe de France   | - | 1 | -   | 2   | 2   | 2    | 6       | ...     |
| Coupe de la Ligue | - | - | -   | -   | 1   | -    | 2       | 2       |

## Identité et image

### Nom et logo
Le tout premier écusson résulte de la fusion en 1976 de la section football nouvellement créée de l'US Orléans omnisports avec l'Arago sport orléanais, alors principal club de football de la ville. Sur les documents administratifs du club, l'écusson utilisé est celui de la ville d'Orléans. C'est celui que l'on retrouve sur les albums Panini durant de nombreuses années. À partir de 1979, la guêpe arrive et l'appellation « Arago » disparaît des statuts, et donc de l'écusson. À partir de 1992 et la liquidation, le logo change de nouveau. Redescendu au niveau régional, l'écusson de l'USO revient au basique, avec le logo de la ville et la notion de club omnisports. Au cours des années 2000, on voit le retour du logo de la ville dans l'écusson de l'USO. 2009 marque le retour de la guêpe sur un logo exclusivement réservé à la section football. En 2011, après une première saison en National, le club devient l'US Orléans Loiret football et présente un nouveau logo où apparaît la guêpe stylisée.

US Orléans Arago (1976-1978)
US Orléans Arago (1978-1979)
US Orléans (1979-1982)
US Orléans (1983-1992)
1992-2000
2000-2002
US Orléans 45 Football (2002-2004)
US Orléans 45 Football (2004-2009)
US Orléans Loiret Football (2009-2011)
depuis 2011

### La guêpe comme emblème

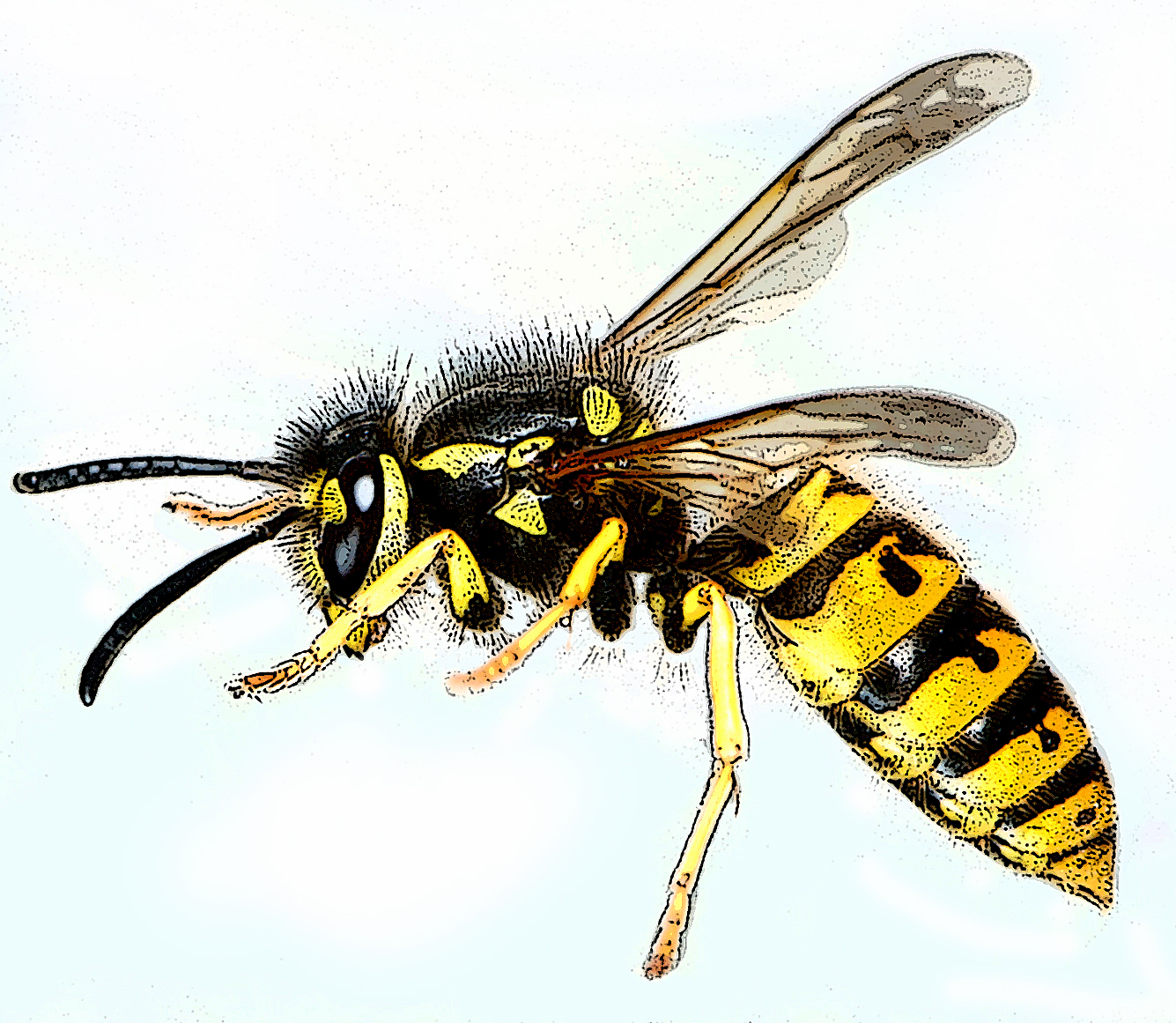
La guêpe, emblème de l'US Orléans football.

En 451, le roi des Huns Attila et une armée de 50 000 hommes passent le Rhin, prennent Metz, traversent la Champagne et se dirige vers Aurelianum pour y franchir la Loire. Alerté, l'évêque d'Orléans, Saint Aignan, s'en va demander l'aide d'Aetius, général romain, qui lui promet d'arriver avec une armée de secours. Début mai 451, Attila dresse son camp à l'est de la ville. Dans un « nuage de poussière », les Romains arrivent, aidés par les Wisigoths et les Francs. Attila et les Huns s'enfuient. De cette première délivrance de la ville, interprétée comme un miracle, la mémoire populaire construit plusieurs légendes. Dans l'une d'elles, le « nuage de poussière » devient un essaim de guêpes, piquant et mettant en fuite les Huns. Les Orléanais devenant avec le temps les « guépins ». Selon la légende catholique, Saint Aignan, lors du siège de la ville et armé de prières, jette sur les assaillants des poignées de sable dont chaque grain se métamorphose en guêpe agressive.
On trouve dans le Mercure de France d’octobre 1732 une autre origine. Orléans est fondée par une colonie grecque sortie des environs de l’Épire, 250 ans après la destruction de Troie. Orléans devient une des villes les plus savantes des Gaules et on donne à ses habitants un nom grec signifiant « pierre brillante » (goespos). Le nom reste depuis et, par corruption de langage, est changé en guespin ou guêpin.
Le caractère dont font preuve les Orléanais au cours de l'histoire leur vaut le surnom de guêpes ou guêpins. En 1755, les Orléanais observent des milliers de guêpes traverser la Loire par centaines d'essaims. En 1883, les fondateurs d'un des premiers cercles sportifs de la ville s'en inspirent et baptisent leur société de gymnastique « La Guêpe ».
L'insecte fut l'emblème de l'Arago Sport Orléanais, alors principal principal club de football de la ville d'Orléans, depuis sa création en 1902 jusqu'à son intégration au sein de l'US Orleans en 1976.
En 1979, les dirigeants de la section football de l'US Orléans reprennent cet emblématique insecte de la ville d'Orléans comme symbole du club de football.

### Historique des couleurs
Lors de sa création, l'US Orléans football prend le jaune et le rouge comme couleur de maillot. Sauf à de rares exceptions, tous les maillots domicile de l'USO sont jaune avec des parements rouges tandis que ceux choisis pour évoluer à l'extérieur varient entre le blanc et le gris,.
Lors de la saison 2014-2015, pour le retour en Ligue 2, le maillot reste classique dans sa forme avec un rappel de la guêpe, emblème du club, dans le dos. En revanche, si le jaune est conservé pour les matches à domicile, l'USO opte pour le noir lors des matches à l'extérieur.
| années 1980 |  | années 1990 |  | années 2000 | 2012-2013 | 2015-2016 |

## Personnalités du club

### Dirigeants
Jean-Pierre Belleteste prend la présidence du club à la suite de la fusion entre l'Arago sport orléanais et l'US Orléans,. Il relaie son père Pierre Belleteste, président de l'ASO depuis 1923,. Au milieu des années 1980, le club étant touché par des problèmes financiers et le départ de plusieurs joueurs cadres, Jean-Pierre Belleteste démissionne et laisse sa place à Claude Fousse. Fousse est gérant d'une entreprise de travaux publics et principal sponsor du club, il quitte la présidence en 1992 à la suite de la mise en liquidation judiciaire et la relégation administrative du club. De même qu'André Préault, assureur de profession et entré à l'USO en 1980 comme bénévole, il devient président délégué puis vice-président avant d'intégrer la Ligue de football professionnel, à la suite de cet épisode délicat, et de devenir, après plusieurs années, président de la commission des compétitions de la LFP.
En 2000, Jean-Louis Turpin, PDG d'une entreprise de travaux publics et ancien joueur de l'Arago sport orléanais, prend la présidence de l'USO,.
Arrivé à l'été 2006, Thierry Nesson devient le nouveau directeur sportif de l'US Orléans, alors en CFA. Le comité directeur dit plus tard de lui qu'« il a ouvert les fenêtres, ça a permis de dépoussiérer un peu les meubles. Il y en avait besoin ». « Quand je suis arrivé, j'ai trouvé un club avec des structures de DHR (second échelon régional). Il n'y avait rien et surtout pas de joueurs. J'en ai recrutés, je les ai équipés comme des joueurs de Ligue 1, j'ai créé une ambiance dans les vestiaires et avec les partenaires. J'ai ouvert le club vers l'extérieur, réalisé un guide officiel de 100 pages sur le club, apporté des nouveaux sponsors, réglé les conflits importants et j'ai financé à 50 % le stage d'avant-saison. Au total, en comptant tous mes frais, ça m'a coûté 17 000 € de mes deniers personnels ». Côté sportif, il forme un duo avec Pascal Moulin, l'entraîneur. « Tout ce qui se passe sur le rectangle vert, c'est son domaine. Moi, je gère le reste : les états d'âme, les problèmes relationnels, l'aide pour les joueurs, les déplacements, l'ambiance et la pression des résultats ». Mais les relations entre Jean-Louis Turpin, le président de l'USO, et Thierry Nesson deviennent vite conflictuelles, les mauvais résultats sportifs de l'automne 2006 ne faisant qu'accélérer le processus de séparation.
En 2007, le président Turpin officialise l’arrivée de l’ancien joueur du club, Bruno Germain, pour deux ans au poste de directeur technique. Il s’occupe notamment du recrutement et travaille avec l'entraîneur Pascal Moulin. Germain est également responsable des éducateurs du club.
Le 1er octobre 2008 , Gérald Gallier, chef d'entreprise à Saint-Jean-de-la-Ruelle, devient président de l'US Orléans football. Le nouveau président succède à Jean-Louis Turpin, mis en minorité lors d’un vote de confiance. Lors de l’élection du président par le comité directeur, Gallier obtient 11 voix, contre 9 à Roland Delvi ngt. Jacky Lemée fait alors son retour à l'USO. L'ancien entraîneur de la grande époque et son ami Claude Fousse, également ex-président de l'USO (1981-1992), sont en effet associés au projet de Gérald Gallier, projet qui permet à l'ancien vice-président d'obtenir la majorité au comité directeur du club et de remplacer Jean-Louis Turpin à la présidence. Lemée prend la place de conseiller technique du président. « L'USO est en train de se structurer à tous les niveaux. Jacky fait son troisième retour au club mais il est conseiller technique, non pas entraîneur, et il est bénévole. » Après avoir écarté Bruno Germain, directeur technique salarié du club, dès le lendemain de son élection, Gallier argumente son choix : « en CFA, on n'a pas les moyens d'avoir un cadre rémunéré en plus de l'entraîneur. Et pourtant, en tant que président, je ne peux être présent tout le temps. J'ai une entreprise à faire tourner. Il faut donc quelqu'un qui puisse avoir un œil sur le club. Jacky a trois avantages : il aime véritablement le club, il est bénévole et il connaît le football ».
Depuis 2009, le président de la section professionnelle est Philippe Boutron. Arrivé en 2011 comme joueur, Julien Cordonnier se blesse deux ans plus tard. Contraint de prendre sa retraite, il recrée le poste de directeur sportif à l'USO.
| Rang | Nom                    | Période     |
| ---- | ---------------------- | ----------- |
| 1    | Jean-Pierre Belleteste | 1976-1983   |
| 2    | Claude Fousse          | 1983-1992   |
| 3    |                        | 1992-2000   |
| 4    | Jean-Louis Turpin      | 2000-2008   |
| 5    | Gérald Gallier         | 2008-2009   |
| 6    | Philippe Boutron       | 2009-2024   |
| 7    | Cyril Courtin          | depuis 2024 |

Né en 1934, joueur de l'Avenir d'Orléans puis de l'Arago dans les années 1960-1970 avant d'entraîneur l'équipe réserve et d'y lancer le football féminin, Bernard Ranoul s'engage comme dirigeant pour jeter les bases de l'US Orléans. Le président de l'USO Philippe Boutron déclare à sa mort : « Sans lui, le club n'existerait plus parce qu'il a relevé le défi en 1992 après le dépôt de bilan de l'USO. Avec messieurs Vagner et Pomiès, à eux trois, ils ont relancé le club ». Il reste au club jusqu'à son décès début avril 2019. Il est décidé de donner son nom à la tribune principale du stade de la Source quelques semaines auparavant.

### Historique des entraîneurs
Ancien joueur professionnel et natif d'Orléans, Jean-Baptiste Bordas est le premier entraîneur de l'USO sous la forme qu'on lui connait aujourd'hui. Il passe en tout onze saisons sur le banc orléanais, avec d'abord la fonction d'entraîneur-joueur à l'Arago sport orléanais à partir de 1969. Bordas reste huit années avant de passer le flambeau à Jacky Lemée en 1977. Il revient à l'USO pour une saison, lors de l'exercice 1988-1989, en compagnie de Karoly Kremer, en Division 2. Il devient alors directeur du centre de formation de l'USO de 1989 à 1992 avant de reprendre du service une troisième fois, après le dépôt de bilan du club en 1992, en DH Centre durant deux saisons.
Originaire d'Eure-et-Loir, Jacky Lemée effectue sa carrière de joueur professionnel en D1 et rejoint l'US Orléans à l'été 1977, au poste d'entraîneur-joueur. Sa première saison se conclut par une montée en Division 2, pour la première fois de l'histoire du club. Sous Lemée, l'USO atteint la finale de la Coupe de France 1980, saison où il est élu meilleur entraîneur du championnat de D2. Il est alors le seul entraîneur-joueur de D1-D2 et ne possède pas d'adjoint. Parti en 1988, il revient au club pour succéder une nouvelle fois à Jean-Baptiste Bordas en 1994, et mène le club à un nouveau titre de champion, mais en DH Centre cette fois-ci. Le club accède au CFA 2 en 1995. Jacky Lemée quitte son poste en février 1998. Revenu en 2008 en tant que directeur technique du club, il accompagne le club jusqu'à sa montée en National en 2010.
Le hongrois Karoly Kremer arrive au club à l'automne 1988 pour succéder à Jacky Lemée. Il est rejoint en novembre de la même année par Jean-Baptiste Bordas mais ne reste qu'une seule saison comme entraîneur au club et devient manager général l'année suivante.
Jean-Pierre Destrumelle prend les commandes de l'US Orléans en 1989. Il reste deux saisons dans le club orléanais, les résultats du club sont moyens et il quitte ses fonctions.
Henri Atamaniuk rejoint l'USO à l'été 1991. Il dirige l'équipe pendant quelques mois, jusqu'à la mise en liquidation du club au printemps 1992.
Après les retours de Bordas puis Lemée, et le départ de ce dernier en février 1998, Didier Barge, entraîneur de l'équipe réserve, assure l'intérim jusqu'au mois de juin. Présent au club depuis plusieurs années, il ne peut sauver l'équipe en CFA 2, et l'USO retombe en DH Centre. Ancien joueur du club dans les années 1980, il est l'entraîneur de la réserve de 1995 à 2007. Homme à tout faire au sein du club, il est aussi le directeur administratif du club de 1995 à 2001, et éducateur à l'Académie de Football de l'USO lors de la saison 2011-2012, intervenant sur le groupe U19.
Joël Guezet entraîne durant deux saisons l'US Orléans, de 1998 à 2000. Il reprend l'équipe tout juste relégué en Division d'Honneur après une saison compliquée en CFA 2. Par deux fois, il échoue de peu dans sa mission de faire remonter le club, terminant au pied du podium, puis avec une place de dauphin l'année suivante.
Ancien joueur de l'USO de 1988 à 1990, où il participe à 70 matchs et inscrit 23 buts, Joël Germain est nommé entraîneur du club orléanais dix ans plus tard. S'il est parti du club alors qu'il se trouve en D2, il le retrouve en DH Centre et a pour mission de faire remonter le club au niveau national. Lors de la première saison au club, il rate de peu la montée en CFA 2 en terminant à la deuxième place du classement. Ce n'est que partie remise car la saison 2001-2002 annonce le renouveau de l'US Orléans avec un doublé Coupe-Championnat.
Lassé par certains comportements et usé par la pression des résultats, Germain annonce son départ à la fin de la saison 2003-2004 après avoir obtenu la montée en CFA.
Bruno Steck débarque à Orléans en juillet 2004, et reste deux saisons au club sans réussir à le faire monter en National.
Pascal Moulin arrive à l'été 2005 en tant qu'adjoint de Bruno Steck et entraîneur de l'équipe réserve en DH Centre. Sa première saison au club est une grande réussite, puisqu'il réalise un parcours quasi sans faute avec la réserve, termine logiquement à la première place du classement et accède donc à la CFA 2. Pour la saison 2006-2007, Moulin est nommé entraîneur général du club et de l'équipe première en CFA. Une sixième place de CFA 2006-2007 et un seizième de finale en Coupe de France peuvent mis à l'actif de Moulin qui ne reste qu'une saison à ce poste.
Stéphane Grégoire arrive à l'été 2007 pour prendre les rênes de l'USO, sans pour autant avoir raccroché les crampons. Lors de ses deux saisons à l'USO, il participe à quelques matchs en tant que joueur, mais c'est bien sur le banc qu'il est le plus souvent pour mener sa nouvelle équipe.
Le président, Gérard Gallier décide de ne pas prolonger son contrat au-delà de la saison 2007-2008. À l'été 2009, Yann Lachuer devient entraîneur en chef, entouré d'Olivier Trassard et Jacky Lemée. Lachuer et l'USO se quittent d'un commun accord en 2012 et Olivier Frapolli, alors adjoint, est choisi comme solution interne pour le remplacer.
| Période     | Nom                      |
| ----------- | ------------------------ |
| 1976-1977   | Jean-Baptiste Bordas     |
| 1977 à 1988 | Jacky Lemée              |
| 1988-1989   | Kremer et Bordas (2)     |
| 1989 à 1991 | Jean-Pierre Destrumelle  |
| 1991-1992   | Henri Atamaniuk          |
| 1992 à 1994 | Jean-Baptiste Bordas (3) |
| 1994 à 1998 | Jacky Lemée (2)          |
| 1998        | Didier Barge             |
| 1998 à 2000 | Joël Guezet              |
| 2000 à 2004 | Joël Germain             |
| 2004 à 2006 | Bruno Steck              |

| Période             | Nom                 |
| ------------------- | ------------------- |
| 2006-2007           | Pascal Moulin       |
| 2007 à 2009         | Stéphane Grégoire   |
| 2009 à 2012         | Yann Lachuer        |
| 2012 à 2016         | Olivier Frapolli    |
| jan. 2017-fév. 2020 | Didier Ollé-Nicolle |
| mars-juin 2020      | Gilbert Zoonekynd   |
| 2020-2021           | Claude Robin        |
| mai 2021-déc.2022   | Xavier Collin       |
| déc. 2022-juin 2023 | Nicolas Usaï        |
| 2023-oct. 2023      | Bernard Casoni      |
| nov. 2023-          | Karim Mokeddem      |

### Joueurs
| Rang | Nom            | Matchs | Carrière au club |
| ---- | -------------- | ------ | ---------------- |
| 1    | Thomas Renault | 269    | 2002-2020        |
| 2    | Patrick Viot   | 240    | 1970-1991        |

Patrick Viot et Jacky Lemée sont deux des joueurs les plus emblématiques de l'US Orléans football.
Le premier, natif d'Orléans, réalise toute sa carrière de joueur au club. Il est le gardien emblématique de l'USO des années 1970 et 1980. Titulaire incontesté lors de la montée de l'USO en Division 2 en 1978 et lors du parcours du club orléanais en Coupe de France 1979-1980, il totalise 240 matchs en D2 avec l'USO, ce qui fait de lui le recordman des rencontres avec l'USO dans le monde professionnel. À partir de la saison 1984-1985, il devient gardien numéro deux au club et participe à une vingtaine de matchs jusqu'à sa retraite sportive sept ans plus tard. Après 21 saisons dans l'effectif de l'équipe première, il raccroche les crampons à l'issue de la saison 1990-1991.
Originaire d'Eure-et-Loir, Jacky Lemée rejoint lui l'US Orléans à l'été 1977, au poste d'entraîneur-joueur après une carrière en D1. Comme son prédécesseur, Jean-Baptiste Bordas, sa première saison se conclut par une montée. Cette fois-ci, l'USO est championne de Division 3 dans le groupe Ouest et accède donc à la D2, pour la première fois de l'histoire du club. Outre cette montée en D2, Jacky Lemée laisse aux supporters orléanais leur plus grand souvenir. En effet, l'USO atteint la finale de la Coupe de France 1980, après avoir notamment sorti le Paris FC en demi-finale, au Stade de la Source devant près de 12 000 spectateurs. En finale, les Orléanais s'inclinent sans démériter face à l'AS Monaco sur le score de 3-1, dans un Parc des Princes plein (49 136 spectateurs). Le club réalise sa meilleure performance en championnat, en terminant quatrième de D2 lors de la saison 1984-1985 et Lemée raccroche les crampons à 40 ans à l'été 1986.
Formé au club, Bruno Germain s'impose très jeune dans le groupe de Jacky Lemée qu'il intègre dès la montée en Division 2 en 1978. Il est même titulaire en défense centrale à seulement 20 ans et dispute la finale de la Coupe de France 1980 face à l'AS Monaco. Après deux nouvelles saisons à l'USO où il enchaîne les matchs, il quitte le club de sa ville natale pour rejoindre Nancy. Il revient à l'US Orléans de 2007 à 2008 au poste de directeur technique du club.
Lors de la finale de Coupe de France 1980, on retrouve dans l'effectif, en plus de Lemée et Germain, des joueurs importants de l'époque comme André Bodji, Loïc Berthouloux et Michel Albaladéjo, élu meilleur joueur de l'année du championnat de D2.
Dans les années 1980, le club devient un pilier de Division 2. Quelques footballeurs de renom renforcent alors l'équipe : Marc Berdoll, Serge Chiesa, le brésilien Luizinho Da Silva, Guy Stéphan, Daniel Léopoldès et Franck Bonora. Chiesa devient le maître à jouer de l'équipe. C'est lors de ses deux années au club (1983-85) que l'USO réalise ses meilleures performances en championnat (sixième puis quatrième de D2).
Après de premiers ennuis financiers et le départ d'une majorité de ces joueurs, le club s'en remet au but du yougoslave Milan Ćalasan. Dans le même temps, Alain Noël, formé au club, débute avec les professionnels. Lancé par Jacky Lemée, il joue durant cinq saisons, cumulant plus de 150 matchs de D2.
En 1986, le recrutement de Jean-Luc Arribart, Stéphane Solomenko et du Danois Henrik Agerbeck permet de revoir à la hausse les ambitions orléanaises en championnat. Mais plusieurs blessures et une saison mitigée entraîne le départ des deux premiers au bout d'un an, suivi de Léopoldès et Ćalasan. En contrepartie, Orléans recrute les Gérards Soler et Lanthier ainsi que Henri Zambelli et le gardien Jean-Yves Le Maux puis l'international luxembourgeois Robby Langers l'année suivante,. Ce dernier termine meilleur buteur de D2 avec 33 buts en 40 matchs lors de sa seul saison dans le Loiret.

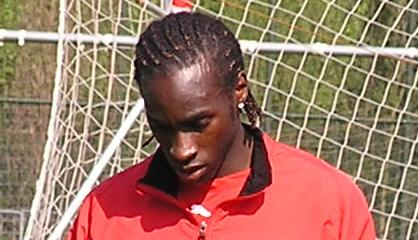
Loïc Loval-Landré, ici en 2007, champion de National 2014 avec l'USO.

En 1992, à la suite de la relégation administrative et de l'arrêt de la section professionnelle, tous les contrats sont rompus. Des joueurs comme Pierre-Yves Boitard, Laszlo Bölöni, Bruno Poucan et Franck Bonora quittent ainsi Orléans par la force des choses. Roland Piselli et Philippe Annon restent fidèles au club. Alain Noël revient au club en 1993 où il joue deux nouvelles saisons.
Durant son redémarrage au niveau régional puis sa remontée vers le professionnalisme, l'US Orléans voit passer dans ses rangs des joueurs au futur ou au passé glorieux comme Cyril Théréau (2003-2004), Akim Orinel (2006-2008), Yann Lachuer (2008-2009), Marius M'Baiam (2010-2012), Alexander N'Doumbou (2011-2013) mais aucun ne reste plus de deux saisons dans le Loiret.
Plus récemment, Emiliano Sala arrive à l'été 2012 sous forme d'un prêt. L'argentin prend très vite ses marques dans sa nouvelle équipe et s'impose rapidement à la pointe de l'attaque orléanaise. Il forme avec Nicolas Belvito un duo très prolifique (30 buts à eux deux en une saison) qui permet à l'USO de tutoyer les hauteurs du classement de National. Sala inscrit 18 buts en championnat, ce qui fait de lui le troisième meilleur buteur du championnat, et un autre but en Coupe de France. Il reste l'un des attaquants les plus efficaces du club, avec une moyenne impressionnante de 0,52 but par match.
| \| Viot Bodji Drouet Plissonneau Lemée Albaladejo Marette Germain Berthouloux Hamerschmit Loukaka \| L'équipe finaliste de la Coupe de France 1980. |
| Viot Bodji Drouet Plissonneau Lemée Albaladejo Marette Germain Berthouloux Hamerschmit Loukaka                                                      |

| Viot Bodji Drouet Plissonneau Lemée Albaladejo Marette Germain Berthouloux Hamerschmit Loukaka |

| \| Janin Léopoldès Knayer Lemée Noël Trassard Hénault Chiesa Luizinho Kristic Stéphan \| L'équipe quatrième de D2 1985, meilleure performance du club. |
| Janin Léopoldès Knayer Lemée Noël Trassard Hénault Chiesa Luizinho Kristic Stéphan                                                                     |

| Janin Léopoldès Knayer Lemée Noël Trassard Hénault Chiesa Luizinho Kristic Stéphan |

| \| Renault Tomas Ponroy Brillault Sidibé Ligoule Delonglée Puyo Mendy Loval-Landré Louisy-Daniel \| L'équipe championne de National 2014. |
| Renault Tomas Ponroy Brillault Sidibé Ligoule Delonglée Puyo Mendy Loval-Landré Louisy-Daniel                                             |

| Renault Tomas Ponroy Brillault Sidibé Ligoule Delonglée Puyo Mendy Loval-Landré Louisy-Daniel |

### Effectif actuel
Le tableau suivant dresse la liste des joueurs composant l'effectif du club pour la saison 2025-2026.

## Structures du club

### Structures sportives

#### Stades

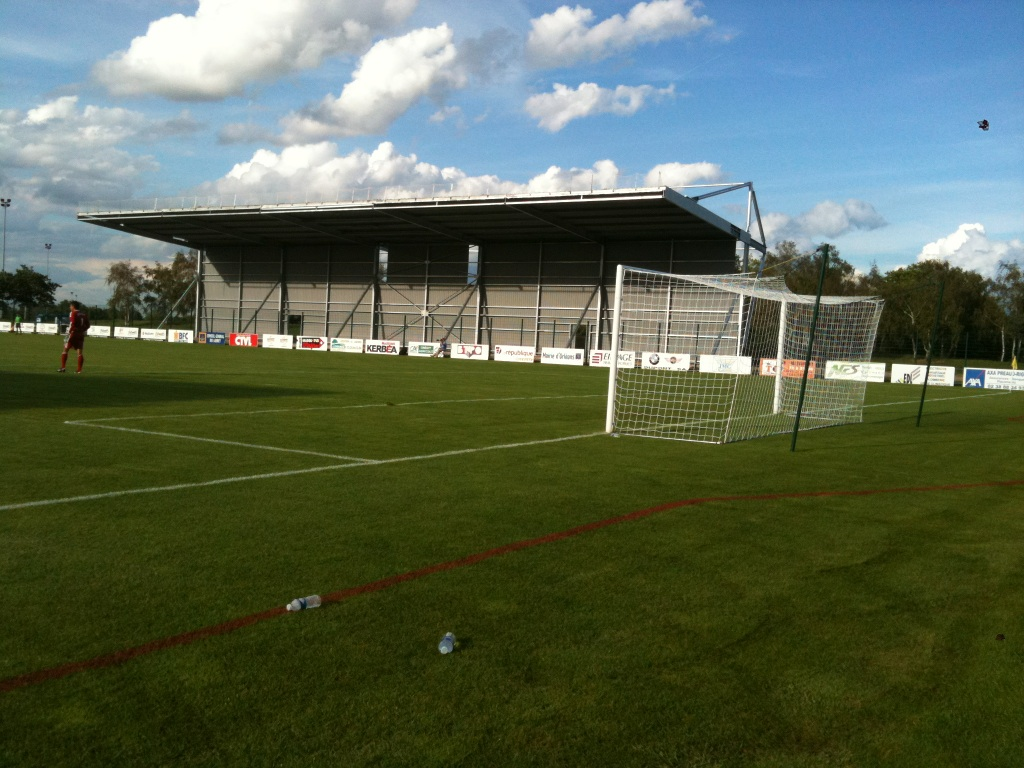
Tribune Marc Vagner en construction en 2011.

L'US Orléans évolue au stade de la Source, construit dans les années 1970 dans le quartier éponyme. Sa capacité est de 6 863 places assises réparties en trois tribunes.
En 2008, les Orléanais déménagent au stade Fernand-Sastre de Fleury-les-Aubrais pour des travaux d'aménagement. Après les vaines demandes de Jacky Lemée, qui en avait fait son cheval de bataille dans les années 1980, la pelouse a été rapprochée des tribunes : la réfection partielle consiste en l'installation d'une bande de gazon à la place de la piste d'athlétisme. L'éclairage fait aussi peau neuve.
Lors de la saison 2010-2011, les vestiaires sont refaits à neuf et agrandis (64 m2 contre 45 auparavant). L'ensemble des travaux coûte 350 000 euros à la ville d'Orléans. De plus, la municipalité annonce l'arrivée en septembre 2011 d'une nouvelle tribune d'une capacité de 2 000 places modulable à 3 500. Celle-ci prend le nom de Marc-Vagner, fondateur de l'USO omnisports (22 sections) et de la section football dont il est le directeur du centre de formation dans les années 1980. Une seconde buvette et une boutique sont aussi inaugurées ainsi qu'une pelouse artificielle, posée pour l'entraînement de l'Orléans Loiret football sur le complexe de La Source.
En 2014, des travaux estimés à six millions d'euros sont entrepris à l'occasion de la montée du club en Ligue 2. Ceux-ci consistent à mettre l'équipement aux normes de la Ligue 2 et notamment à l'installation d'un système de vidéosurveillance et de sécurisation du site mais aussi la revue de l'entrée du stade, en passant par les aménagements internes et externes de la tribune honneur et la rénovation des vestiaires. Dans le but d'agrandir la capacité du Stade de la Source, la mairie fournit une tribune supplémentaire pour répondre aux exigences de la L2. Installée derrière les buts, côté nord, la capacité passe de 3 800 à 5 300 places assises,. En janvier 2015, la tribune Marc Vagner est agrandie à ses extremités et gagne 1 500 places supplémentaires et sa capacité est poussée à 3 500. Le stade compte alors 6 800 places assises.
L'US Orléans dispose de plusieurs stades à travers la ville pour l'ensemble de ses équipes lors des entraînements et matchs officiels. Ainsi le Stade Pierre Belleteste, du nom de l'ancien président de l'Arago sport orléanais et père du premier président de l'USO, est utilisé pour son stade en herbe naturelle. Le Stade Marcel-Garcin, enceinte des rugbyman du RC Orléans et des joueurs de football américain des Chevaliers d'Orléans, dispose lui d'un terrain de football en pelouse artificielle.

#### Centre de formation
L'US Orléans Loiret football ouvre son centre de formation en septembre 2010 au Centre régional jeunesse et sports (CRJS), situé au stade omnisports de La Source. Le président de cette académie de football est le politicien Claude Bourdin. Le suivi scolaire est assuré par le directeur, Jean-Claude Rabasse, proviseur à la retraite et membre du comité directeur de l'USO. Il se veut alors être le club phare du Loiret, et même, l'un des tout meilleurs de la région Centre-Val de Loire à moyen terme.
L'Académie de football accueille pour sa première promotion, de septembre 2010 à juin 2013, dix-sept jeunes footballeurs né en 1994 et 1995, qui d'une part, préparent en trois années l'un des baccalauréats tertiaire (vente, commerce, comptabilité) et d'autre part suivent des entraînements quotidiens sur les catégories U17 et U19 en participant aux plus hauts championnats de leurs catégories respectives. En 2012, les catégories concernées voient leurs équipes accéder à leur championnat national respectif. Les U17 et U19 de Division d'honneur sont tous deux champions et l'équipe réserve des U17, composée essentiellement de U16, remporte aussi son championnat de DHR et monte en DH.

### Aspects juridiques et économiques

#### Statut juridique et légal
L'US Orléans Loiret football est fondée en 1976 en tant que club sportif, régi par la loi sur les associations établie en 1901. Le club est affilié sous le n°4891 à la Fédération française de football. Il appartient de plus à la Ligue du Centre de football et au district du Loiret. En 2011, l'USO change ses statuts et se réorganise en deux structures distinctes et juridiquement complémentaires : la Société anonyme sportive professionnelle (SASP) « Orléans Loiret Football » présidée par Philippe Boutron et l'association « US Orléans Loiret Football » dont Claude Fousse est le président. En 2014-2015, la SASP est dirigée par un conseil d'administration comportant un président qu'est Philippe Boutron et de six membres dont Claude Fousse et Gérald Gallier, deux anciens présidents. L'organigramme comporte également un directeur général en la personne de David Ventura et un directeur sportif, poste occupé par Julien Cordonnier.
Les joueurs de l'USO sont juridiquement sportifs amateurs jusqu'en juillet 2014 et le passage au professionnalisme. Les joueurs se retrouvent à partir de cette date salariés du club et sont rémunérés sur la base d'un contrat. Lors de l'épopée en Coupe de France 1980, le groupe est déjà amateur avec un tôlier, des joueurs électriciens, d'autres qui travaillent à la mairie … La plupart travaillant à mi-temps pour s'entraîner le matin. Seuls deux ou trois ont le statut « pro ».

#### Éléments comptables
Le budget prévisionnel de l'US Orléans évolue grandement au fil des saisons et du championnat disputé. Pour son retour en CFA 2 en 2002-2003, les Orléanais peuvent compter sur une enveloppe de 660 000 euros. À la suite de sa montée en CFA en 2004, le budget de l'US Orléans passe de 650 000 à 800 000 euros, avant de retomber à 660 000 euros. Lors de la saison 2006-2007, avec une enveloppe d'un million d'euros, le club du Loiret occupe financièrement les premiers rangs en CFA. L'année suivante, l'USO, qui évolue toujours en quatrième division, possède un budget de 760 000 €. Durant les quatre années en troisième division (2010-2014), le budget de l'USO oscille autour de 2,6 millions d'euros. Pour la saison 2013-2014, le budget baisse de 3 à 2,6 millions d'euros,. Il passe à 6,8 millions avec la montée en Ligue 2 en 2014-2015.
Le tableau ci-dessous résume les différents budgets prévisionnels du club orléanais saison après saison.
| Saison   | 2002-2003 | 2003-2004 | 2004-2005 | 2005-2006 | 2006-2007 | 2007-2008 | 2008-2009 | 2009-2010 | 2010-2011 | 2011-2012 |
| -------- | --------- | --------- | --------- | --------- | --------- | --------- | --------- | --------- | --------- | --------- |
| Budget   | 610 000 € | 650 000 € | 800 000 € | 660 000 € | 1 M€      | 760 000 € | N.C       | N.C       | 2,2 M€    | 2,8 M€    |
| Division | CFA 2     | CFA 2     | CFA       | CFA       | CFA       | CFA       | CFA       | CFA       | National  | National  |
| Saison   | 2012-2013 | 2013-2014 | 2014-2015 | 2015-2016 | 2016-2017 | 2017-2018 | 2018-2019 | 2019-2020 | 2020-2021 | 2021-2022 |
| Budget   | 3 M€      | 2,6 M€    | 6,8 M€    | 3,5 M€    | 6,5 M€    | 7 M€      | 7,8 M€    | 8,5 M€    | NC        | NC        |
| Division | National  | National  | Ligue 2   | National  | Ligue 2   | Ligue 2   | Ligue 2   | Ligue 2   | National  | National  |
| Saison   | 2022-2023 |           |           |           |           |           |           |           |           |           |
| Budget   | 4 M€      |           |           |           |           |           |           |           |           |           |
| Division | National  |           |           |           |           |           |           |           |           |           |

#### Sponsors et équipementiers
Les sponsors maillot historiques sont TP Art, Thévenin et Maisons CTVL tandis que du côté des équipementiers le club connait notamment Le Coq sportif puis Duarig au début, Adidas dans les années 1980 et 2000, Erreà dans les années 1990 et enfin Puma en 2013-2014,.
Lors de la saison 2014-2015, pour le retour en Ligue 2, on procède à un changement d'équipementier, Kappa remplaçant Puma. De nouveaux partenaires font leur arrivée, séduits par l'attractivité de la L2. Si CTVL-Groupe Fousse, Leclerc, Peugeot Bernier et BMW restent présents, Groupama et Partnaire apparaissent.
Pour la remontée en L2, le club voit douze nouveaux partenaires se joindre au club 
portant à 132 le nombre de sponsors.
En mai 2016, CTVL, le principal sponsor du club, est placé en redressement judiciaire.

## Culture populaire

### Rivalités
Comme il a été créé relativement tard et comme il a débuté directement en troisième division, l'US Orléans n'a pas l'occasion de disputer des rencontres contre des clubs de la ville d'Orléans. Fondé en 1903, le Club Athlétique de la Société Générale qui devient plus tard le CA des Sports Généraux (CASG) domine les débats sur les bords de Loire : champion du Centre en 1929 et 1935, le club devient ensuite l'Olympique club Orléans (OCO) et remporte trois titres régionaux en 1941, 1943 et 1954. En 1964, l'OCO fusionne avec le Cercle Louis Rossat de Saint-Jean-de-la-Ruelle, donnant l'entente OCO-Rossat, puis avec l'Entente sportive des halles d'Orléans en 1968 pour donner naissance au FC Orléans. Mais c'est l'Arago sport orléanais, ancêtre de l'USO, qui est le plus important et domine la région à partir des années 1940.
Localisation des rivaux de l'US Orléans
| USO 000AAJ Blois Chartres LB Châteauroux Tours FC FC Bourges |

Membre de la Ligue du Centre, l'US Orléans lutte pour la suprématie régionale contre les clubs des autres plus grandes villes de la région Centre-Val de Loire, à savoir le Tours FC, le FC Bourges et La Berrichonne de Châteauroux. Membre de la Division 3 à sa création, l'US Orléans croise tout d'abord le chemin du VS Chartres durant deux saisons. Montée en Division 2 en 1979, l'USO est cette fois opposée à plusieurs équipes centristes que sont l'Amicale de Lucé, l'AAJ Blois, le TFC et La Berrichonne. L'année suivante, Lucé est relégué et Tours promu. Blois descend en 1982 et l'USO se retrouve co-meilleur deuxième club de la région. Pour la saison 1985-1986, le club orléanais est le mieux classé en division nationale de même qu'entre 1987 et 1990.
En 2001, l'USO rejoint le FC Chartres en CFA 2 puis est placée dans le même groupe que l'US Joué-lès-Tours. Promu en CFA, Orléans n'y croise que Blois lors de la saison 2005-2006. En National, l'USO ne retrouve aucun voisin régional en quatre exercices. Pour la saison 2014-2015, l'US Orléans rejoint Tours et Châteauroux et porte à trois le nombre de représentant de la région Centre au second échelon du football français. La rivalité avec la capitale d'Indre-et-Loire est plus soutenue, du fait de leur conflit historique depuis qu'Orléans, plus petit que Tours à l'époque, est érigée en préfecture de la région Centre en 1964.

### Supporters

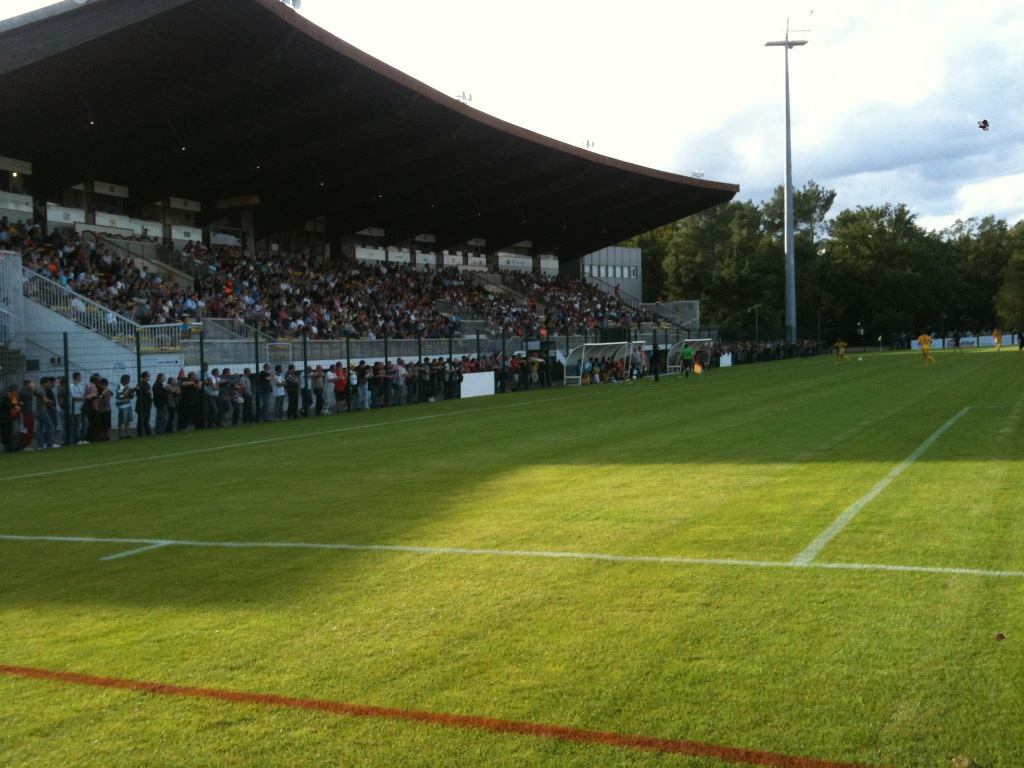
La tribune principale du stade de la Source remplie en 2011.

Le Club des Supporters est le groupe officiel du club, mais il existe deux autres groupes de supporters du club : les Drouguis et les Yellow Boys USO.
Le club gère les buvettes et la boutique officielle les soirs de matchs à domicile et peut éventuellement organiser un car pour un déplacement important. Fondé en 2004 sous l'appellation Ultras Genabum, les Drouguis animent la tribune populaire Marc-Vagner depuis sa création. Renommé Drouguis Orléans depuis 2007, ce groupe de supporters compte plus d'une centaine d'adhérents pour la saison 2014-2015. Du championnat de CFA 2 à la Ligue 2, ils font et continuent à faire vivre la tribune à tous les matchs de diverses façons (chants, tifos[Quoi ?], gestuelles...). Très souvent présents en déplacement pour soutenir les Jaunes & Rouges, ils organisent des déplacements en cars pour les matchs de l'USO à l'extérieur.
Au moment d'entamer son retour en Ligue 2, l'US Orléans occupe la première place dans le classement du taux d'engagement sur le réseau social en ligne Facebook, devant toutes les autres équipes de L2. Le promu se situe en tête sur ce critère avec un taux d’engagement de plus de 23 %, contre 15 % pour le second.

### Affluences
Les premières affluences connues de l'US Orléans montrent que, durant les années 1980, 2 000 à 3 000 spectateurs viennent assister aux matchs en Division 2. À partir de 1985, deux fois moins de spectateurs se rendent au stade de la Source jusqu'en 1992 et la relégation administrative. Après avoir gravi les échelons dans les années 2000, l'USO attire à nouveau : un millier de personnes vient en moyenne voir les matchs à domicile des Orléanais en Championnat de France amateur. Monté en National en 2010, le club attire entre 1 500 et 2 500 spectateurs en moyenne au stade.

### Relations avec les médias
Le magazine USO Mag couvre l'actualité du club. Par ailleurs, l'US Orléans football compte comme partenaires média les journaux La République du Centre (Centre-France), Publi TV Magazine et les radios France Bleu Orléans (Radio France) et Vibration (Groupe 1981).

## Autres équipes

### Équipe réserve
L'équipe réserve de l'US Orléans passe huit saisons au niveau national. En 1984, elle accède en Division 4 après avoir remporté son championnat de Division d'Honneur alors que l'équipe première est en Division 2. L'équipe termine quatrième du groupe E et accède en Division 3.
Durant la saison 1985-1986, la première à ce niveau, l'équipe de Jean-Baptiste Bordas se maintient au terme d'une série de plusieurs victoires consécutives et une onzième place (sur seize) du groupe Centre. Il en est de même lors de l'exercice suivant. La troisième saison de D3 est plus difficile et prend fin à la treizième place, à cinq points de la relégation. Cette dernière sanction tombe lors de la saison 1988-1989, l'équipe pointant à la seizième et dernière place. Pour son retour en D4, l'équipe vit deux saisons difficiles conclues à la douzième puis treizième position sur quatorze, synonyme de retour à l'échelon régional.
En 2006, après un nouveau titre de champion de Division d'Honneur Centre, l'équipe réserve accède à la CFA 2. Ce retour ne s'effectue que pour une saison, puisque l'équiper la termine en position de premier relégable.

### Section jeunes
Lors de la saison 1980-1981, l'équipe juniors de l'US Orléans atteint le top 8 de la Coupe Gambardella. Cette équipe, emmenée notamment par Lionel Hénault, Olivier Trassard, Alain Noël et Pierre-Yves Boitard, fait partie des huit équipes encore en lice réparties en deux poules de quatre. L'US Orléans bat au préalable le Limoges FC (3-0) et la prestigieuse AS Saint-Étienne, qui fait alors figure de référence en matière de formation (2-0). L'USO joue ensuite au stade du Ray de l'OGC Nice, pour une place en finale, mais s'incline lourdement (7-1), avec notamment trois buts d'un certain Daniel Bravo.
Lors de la Coupe Gambardella 2001-2002, l'US Orléans atteint les seizièmes de finale. La même année, les 13 ans remportent le titre régional 
suivis des 15 ans la saison suivante. En 2003-2004, les benjamins remportent la Coupe régionale puis les 18 ans sont champions de Division d'Honneur deux années de suite,. En 2008, ils réalisent le doublé coupe-championnat.
En 2011, les U14 sont champions régionaux à leur tour. La saison 2011-2012 est un exercice faste pour les juniors orléanais. Les U19 et U17 remportent leur championnat de Division d'Honneur,, tandis que les deux équipes U13 remportent la DH et la DHR,. En 2013, nouveau bon « cru » de l'US Orléans football qui remporte la Coupe du Centre U19 et les Championnats de U17 DH, U15 DH, U14 DH et U13 DHR.
Il faut attendre la saison 2013-2014 pour que l'USO passe les seizièmes de finale en Coupe Gambardella et soit éliminé en huitièmes de finale par le Stade brestois (2-0). La même année, les U19 orléanais sont champions de DH Centre.
Des joueurs comme Sébastien Dallet, Olivier Sorin ou plus récemment Valère Germain, Cédric Hountondji et Florian Thauvin passent par les équipes jeunes d'Orléans avant de devenir professionnels.

### Section féminine
L'US Orléans prend la relève de l'équipe féminine de l'Arago sport orléanais lors de la fusion des deux entités.
L'équipe retrouve la Division 1 en 1980, qu'elle ne quitte plus jusqu'en 1991.
Le club alterne ensuite les passages en D1 et en D2 avant de descendre en Division 3 et connaître une nouvelle relégation à l'échelon régional.
Après 13 années dans les niveaux inférieures, l'équipe retrouve la D2 Féminine lors de la saison 2018-2019.

### Autres sports
L'US Orléans est créée en tant que club omnisports. Il est composé de 25 disciplines qui regroupent près de 4 000 licenciés, ce qui en fait le plus grand club de sports de la ville d'Orléans. Plusieurs centaines de jeunes athlètes masculins et féminins représentent l'USO et la ville à toutes les échelles sportives. L'USO avec ses 300 entraîneurs, éducateurs et dirigeants, est présent dans tous les quartiers de la ville.
L'USO offre, en plus du football, des possibilités sportives dans d'autres disciplines. Il est en effet possible de pratiquer des arts martiaux (aïkido, judo, jujitsu, karaté, kendo iaidō, lutte contact et tai-chi-chuan), des sports en salle (bowling, échecs, handball, tennis de table, tir sportif, volley-ball et yoga), de plein air (canoë-kayak, football américain, pétanque, roller, rugby, tennis et VTT) et aussi de l'apnée, du patinage artistique et de vitesse.